# Amallectis
Amallectis là một chi bướm đêm thuộc phân họ Tortricinae của họ Tortricidae.

## Các loài
- Amallectis devincta Meyrick, 1917